# Хирвепарк
Хирвепарк (на естонски: Hirvepark, „Еленски парк“) е парк в центъра на Талин, намиращ се на хълма Тоомпеа (Toompea). На изток граничи с улица Тоомпеа (Toompea tänav), на юг – с улица Висмари (Wismari tänav), на запад – с улица Томпуйесте (Toompuiestee), а на север с хълма на Линда (Lindamägi), на който се намират бастиони от времето на шведското управление, и улица Falgi tee.
Хирвепарк е сред парковете с най-голямо разнообразие на дървета в Талин и е един символите на възстановяването на естонската независимост. 
Хирвепарк има площ от 3,6 хектара , обявен е за парк през 1865 година и е защитена зона от 1959 година.  Сред забележителностите в парка са стените на бастиона и статуи.
В началото на 1860-те предната част на рова пред бастионите е запълнена с почва. През 1865 г. паркът е залесен с местни и екзотични видове дървета. Името на парка е дадено от елените, които живеят в него от около 1930 г. Хирвепарк не е засегнат тежко от Втората световна война. На 23 август 1987 г. MRP-AEG (Molotov-Ribbentropi Pakti Avalikustamise Eesti Grupp, Естонска група за публикуване на пакта „Молотов-Рибентроп“) провежда първия протест срещу естонската комунистическа партия на хълма на четиридесет и осмата годишнина от подписването на пакта Рибентроп-Молотов, а по-късно са провеждани и други демонстрации (вж. „Пееща революция“) в подкрепа на естонската независимост, които изиграват огромна роля в историята на страната. 
През 2002 г. Хирвепарк се превръща в културно дружество (Kultuuriselts), а през 2014 г. са поставени статуи.